# Église Saint-Stanislas de Balta
L'église Saint-Stanislas est une église catholique de la ville de Balta (Ukraine).
Bâtie en 1765 par l'architecte Sébastien Fessinger sur la demande de Stanislas Lubomirski. Elle fut consacrée en 1826 par l'évêque de Kameniek François Mackienwics et a servi pour le rite latin et le rite arménien. Nationalisée vers 1930 elle sert d’entrepôt, de gare routière, de gymnase puis fut rendue au culte en 1993. Elle est classée.
Elle dépend du diocèse d'Odessa-Simferopol, catholique romain.